# Даренка (приток Демины)
Даренка — река в России, протекает в Спас-Деменском районе Калужской области. Устье реки находится в 50 км по левому берегу реки Демины. Длина реки составляет 16 км. Высота истока — 239 м над уровнем моря. На реке расположены населённые пункты Лазенского сельского совета Спас-Деменского района деревни Дуброво, Липовость.

## Данные водного реестра
По данным государственного водного реестра России относится к Окскому бассейновому округу, водохозяйственный участок реки — Угра от истока и до устья, речной подбассейн реки — Бассейны притоков Оки до впадения Мокши. Речной бассейн реки — Ока.
Код объекта в государственном водном реестре — 09010100412110000020507.